# Premio Balzan
La Fondazione internazionale Premio Balzan, fondata a Lugano nel 1956 in memoria di Eugenio Balzan, assegna annualmente quattro premi nelle categorie "lettere, scienze morali e arti" e "scienze fisiche, matematiche, naturali e medicina"; ogni quattro anni circa assegna il premio "per l'umanità, la pace, la fratellanza fra i popoli".
La Fondazione opera attraverso due sedi istituzionali, una a Milano e una a Zurigo. La Balzan "Premio", attraverso il suo Comitato Generale Premi, a composizione europea, sceglie le materie da premiare e seleziona le candidature. La Balzan "Fondo" amministra il patrimonio lasciato da Eugenio Balzan.
A Milano, nella prima metà di settembre, vengono annunciati i nomi dei vincitori del premio Balzan. A metà novembre, a Roma o a Berna, ad anni alterni, si svolge la cerimonia solenne della consegna: a Roma la cerimonia si svolge tradizionalmente presso l'Accademia Nazionale dei Lincei o nel palazzo del Quirinale, alla presenza del presidente della Repubblica Italiana. Mentre a Berna la cerimonia è ospitata nella Sala del Consiglio nazionale nel Palazzo Federale, alla presenza di un membro del Consiglio Federale, solitamente il capo del Dipartimento dell'interno.
L'ammontare di ciascun premio è attualmente di 750.000 franchi svizzeri (corrispondenti a circa 700.000 euro). Dal 2001 è previsto che ogni vincitore del premio debba destinare la metà del suo ammontare a progetti di ricerca, con particolare riguardo a quelli condotti da giovani studiosi e ricercatori.
Le discipline premiate variano ogni anno, in modo da privilegiare filoni di studio e ricerca innovativi.
L'attuale presidente della Fondazione "Premio" è Maria Cristina Messa, presidente della Fondazione "Fondo" è Gisèle Girgis-Musy; il Comitato Generale Premi è presieduto da Marta Cartabia.

## Albo dei premiati
- 1961

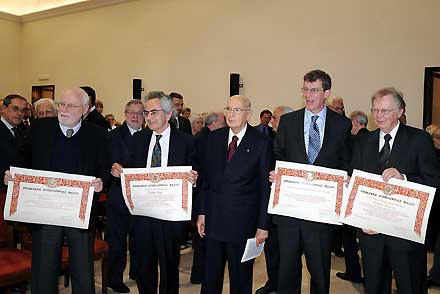
I Premi Balzan 2008

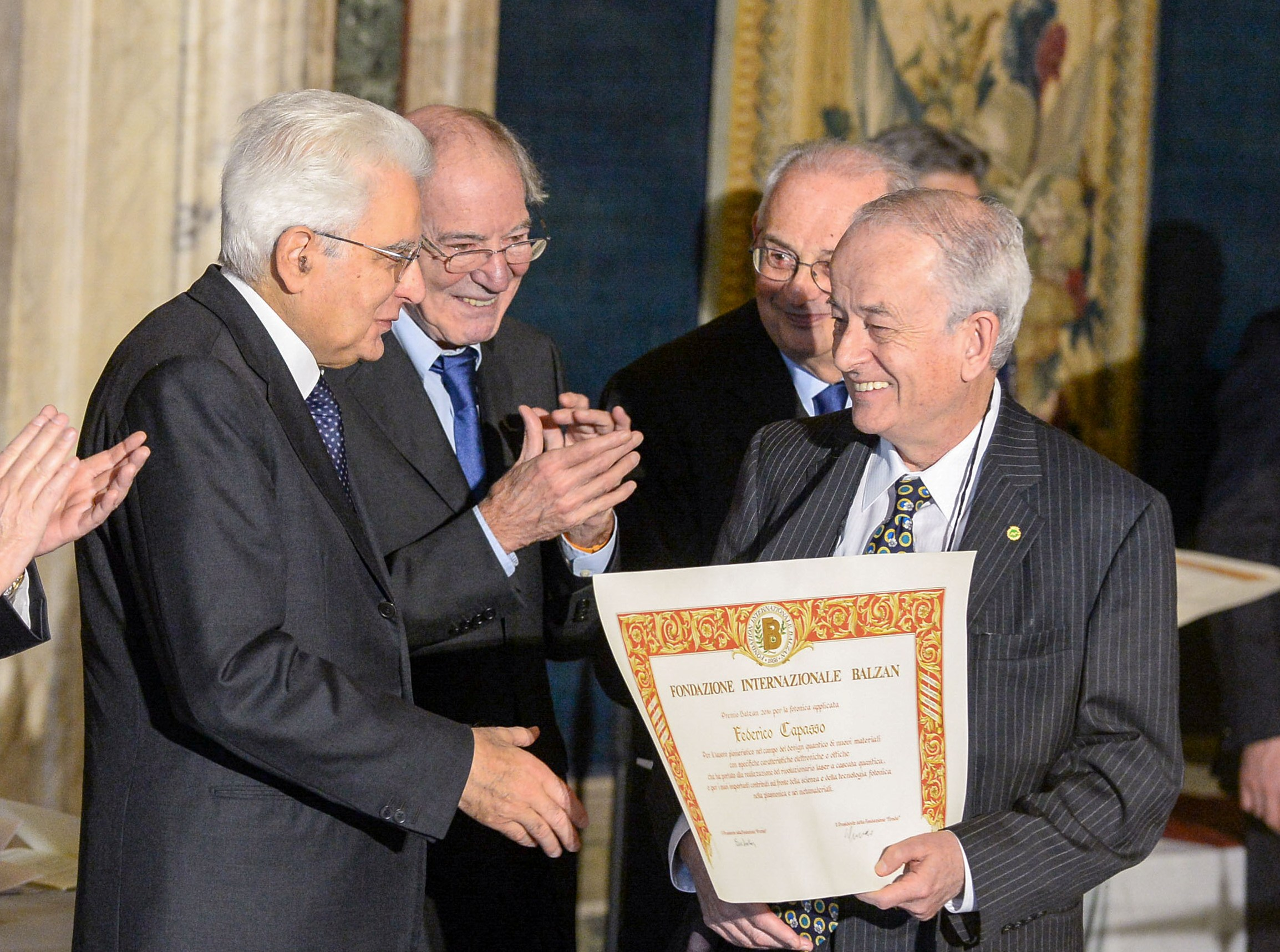
Il Presidente Sergio Mattarella consegna il Premio Balzan 2016 per la fotonica applicata a Federico Capasso

  - Fondazione Nobel, umanità, pace e fratellanza fra i popoli
- 1962
  - Karl von Frisch (Germania), biologia
  - Andrej Kolmogorov (URSS), matematica
  - Paul Hindemith (Germania), musica
  - Samuel Eliot Morrison (USA), storia
  - Papa Giovanni XXIII, umanità, pace e fratellanza fra i popoli
- 1979
  - Jean Piaget (Svizzera), scienze sociali e politiche
  - Ernest Labrousse (Francia) e Giuseppe Tucci (Italia), storia (ex aequo)
  - Torbjörn Caspersson (Svezia), biologia
- 1978
  - Madre Teresa di Calcutta (India/Macedonia), umanità, pace e fratellanza fra i popoli
- 1980
  - Enrico Bombieri (Italia), matematica
  - Jorge Luis Borges (Argentina), filologia, linguistica e critica letteraria
  - Hassan Fathy (Egitto), architettura e urbanistica
- 1981
  - Josef Pieper, filosofia
  - Paul Reuter (Francia), diritto internazionale pubblico
  - Dan Peter McKenzie, Drummond Hoyle Matthews e Frederick John Vine (Gran Bretagna), geologia e geofisica
- 1982
  - Jean-Baptiste Duroselle (Francia), scienze sociali
  - Massimo Pallottino (Italia), scienze dell'antichità
  - Kenneth Vivian Thimann (USA), botanica pura e applicata
- 1983
  - Francesco Gabrieli (Italia), orientalistica
  - Ernst Mayr (Germania), zoologia
  - Edward Shils (USA), sociologia
- 1984
  - Jan Hendrik Oort (Olanda), astrofisica
  - Sewall Wright (USA), genetica
  - Jean Starobinski (Svizzera), storia e critica delle letterature
- 1985
  - Ernst Gombrich (Austria), storia dell'arte occidentale
  - Jean-Pierre Serre (Francia), matematica
- 1986
  - Jean Rivero (Francia), diritti fondamentali della persona
  - Otto Neugebauer (Austria), storia della scienza
  - Roger Revelle (USA), oceanografia/climatologia
  - Alto commissariato delle Nazioni Unite per i rifugiati, umanità, pace e fratellanza fra i popoli
- 1987
  - Phillip V. Tobias (Sudafrica), antropologia fisica
  - Jerome Seymour Bruner (USA), psicologia umana
  - Richard Southern (Gran Bretagna), Storia medievale
- 1988
  - Michael Evenari (Israele) e Otto Ludwig Lange (Germania), botanica applicata
  - René Étiemble (Francia), letteratura comparata
  - Shmuel Noah Eisenstadt (Israele), sociologia
- 1989
  - Martin John Rees (Gran Bretagna), astrofisica delle alte energie
  - Leo Pardi (Italia), etologia
  - Emmanuel Lévinas (Francia), filosofia
- 1990
  - Pierre Lalive d'Epinay (Svizzera), diritto internazionale privato
  - James Freeman Gilbert (USA), geofisica (terra solida)
  - Walter Burkert (Germania), scienze dell'antichità (bacino del Mediterraneo)
- 1991
  - John Maynard Smith (Gran Bretagna), genetica e evoluzione
  - György Ligeti (Ungheria), musica
  - Vitorino Magalhães Godinho (portogallo), storia: nascita e sviluppo dell'Europa nel XV e XVI secolo
  - Abbé Pierre (Francia), umanità, pace e fratellanza fra i popoli
- 1992
  - Armand Borel (Svizzera), matematica
  - Giovanni Macchia (Italia), storia e critica delle letterature
  - Ebrahim M. Samba (Gambia), medicina preventiva
- 1993
  - Wolfgang H. Berger (USA), paleontologia, con particolare riferimento all'oceanografia
  - Lothar Gall (Germania), storia: società del XIX e XX secolo
  - Jean Leclant (Francia), arte e archeologia dell'antichità
- 1994
  - Fred Hoyle (Gran Bretagna) e Martin Schwarzschild (Germania), astrofisica (evoluzione delle stelle)
  - René Couteaux (Francia), biologia: struttura della cellula con riferimento al sistema nervoso
  - Norberto Bobbio (Italia), diritto e scienza delle politiche (governo dei sistemi democratici)
- 1995
  - Yves Bonnefoy (Francia), storia e critica delle belle arti in Europa dal Medioevo ai giorni nostri
  - Carlo Maria Cipolla (Italia), storia economica
  - Alan J. Heeger (USA), scienza dei nuovi materiali non biologici
- 1996
  - Arno Borst (Germania), storia: culture medievali
  - Arnt Eliassen (Norvegia), meteorologia
  - Stanley Hoffmann (Francia/USA), scienza politica: relazioni internazionali dei nostri giorni
  - Comitato Internazionale della Croce Rossa, umanità, pace e fratellanza fra i popoli
- 1997
  - Charles Coulston Gillispie (USA), storia e filosofia delle scienze
  - Thomas Wilson Meade (Gran Bretagna), epidemiologia
  - Stanley Jeyaraja Tambiah (Sri Lanka), antropologia sociale
- 1998
  - Harmon Craig (USA), geochimica
  - Robert McCredie May (Gran Bretagna), biodiversità
  - Andrzej Walicki (Polonia), storia culturale e sociale del mondo slavo dal regno della Grande Caterina alle rivoluzioni russe del 1917
- 1999
  - Luigi Luca Cavalli-Sforza (Italia), scienza delle origini dell'uomo
  - John Elliott (Gran Bretagna), storia moderna dal XVI al XVIII secolo
  - Mikhail Gromov (Russia), matematica
  - Paul Ricœur (Francia), filosofia
- 2000
  - Ilkka Hanski (Finlandia), scienze ecologiche
  - Michel Mayor (Svizzera), strumentazione e tecniche in astronomia e astrofisica
  - Michael Stolleis (Germania), storia del diritto dal XVI secolo ad oggi
  - Abdul Sattar Edhi (Pakistan), umanità, pace e fratellanza fra i popoli
- 2001
  - James Ackerman (USA), storia dell'architettura
  - Jean-Pierre Changeux (Francia), neuroscienze cognitive
  - Marc Fumaroli (Francia), storia e critica letteraria dal XVI secolo a oggi
  - Claude Lorius (Francia), climatologia
- 2002
  - Walter Gehring (Svizzera), biologia dello sviluppo
  - Anthony Grafton (USA), storia degli studi umanistici
  - Xavier Le Pichon (Francia), geologia
  - Dominique Schnapper (Francia), sociologia
- 2003
  - Reinhard Genzel (Germania), astronomia dell'infrarosso
  - Eric Hobsbawm (Gran Bretagna), storia europea dal 1900
  - Wen-Hsiung Li (Taiwan), genetica e evoluzione
  - Serge Moscovici (Francia), psicologia sociale
- 2004
  - Comunità di Sant'Egidio, Programma DREAM (Italia) umanità, pace e fratellanza fra i popoli
  - Pierre Deligne (Belgio), matematica
  - Nikki R. Keddie (USA), il mondo islamico dalla fine del XIX alla fine del XX secolo
  - Michael Marmot (Gran Bretagna), epidemiologia
  - Colin Renfrew (Gran Bretagna), archeologia preistorica
- 2005
  - Peter Hall (Gran Bretagna), storia sociale e culturale delle città dall'inizio del XVI secolo
  - Lothar Ledderose (Germania), storia dell'arte dell'Asia
  - Peter e Rosemary Grant (Gran Bretagna), biologia delle popolazioni
  - Russell Hemley e Ho-kwang Mao (USA), fisica dei minerali
- 2006
  - Ludwig Finscher (Germania), storia della musica occidentale dal XVII secolo
  - Quentin Skinner (Gran Bretagna), pensiero politico: storia e filosofia
  - Andrew Lange (USA) e Paolo de Bernardis (Italia), astronomia e astrofisica osservative
  - Elliot Meyerowitz e Christopher Somerville (USA), genetica molecolare delle piante
- 2007
  - Rosalyn Higgins (Gran Bretagna), diritto internazionale dopo il 1945
  - Michel Zink (Francia), letteratura europea (1000-1500)
  - Bruce Beutler (USA) e Jules Hoffmann (Lussemburgo), immunità innata
  - Sumio Iijima (Giappone), nanoscienza
  - Karlheinz Böhm (Germania), umanità, pace e la fratellanza fra i popoli
- 2008
  - Maurizio Calvesi (Italia), arti figurative dal 1700
  - Thomas Nagel (USA), filosofia morale
  - Ian Frazer (Australia), medicina preventiva, inclusa la vaccinazione
  - Wallace Broecker (USA), scienza del mutamento climatico
- 2009
  - Paolo Rossi Monti (Italia), storia della scienza
  - Brenda Milner (Canada), neuroscienze cognitive
  - Michael Grätzel (Germania/Svizzera), scienza dei nuovi materiali
  - Terence Cave (Gran Bretagna), letteratura a partire dal Cinquecento
- 2010[3]
  - Carlo Ginzburg (Italia), storia d'Europa (1400-1700)
  - Manfred Brauneck (Germania), storia del teatro in tutte le sue forme espressive
  - Shinya Yamanaka (Giappone), biologia e potenziali applicazioni delle cellule staminali
  - Jacob Palis (Brasile), matematica
- 2011[4]
  - Peter Brown (Irlanda), storia antica (mondo greco-romano)
  - Bronisław Baczko (Svizzera), studi sull'Illuminismo
  - Russell Scott Lande (USA), biologia teorica o bioinformatica
  - Joseph Silk (Gran Bretagna), l'universo primordiale, dal tempo di Planck alle prime galassie
- 2012
  - Ronald Dworkin (USA), teoria e filosofia del diritto[5]
  - Reinhard Strohm (Germania), musicologia[6]
  - Kurt Lambeck (Australia), scienze della Terra solida, con particolare attenzione ai contributi interdisciplinari[7]
  - David Baulcombe (Regno Unito), epigenetica[8]
- 2013[9]
  - André Vauchez (Francia), storia del Medioevo
  - Manuel Castells (Spagna), sociologia
  - Alain Aspect (Francia), informatica e comunicazione quantistica
  - Pascale Cossart (Francia), malattie infettive: ricerca fondamentale e aspetti clinici
- 2014[10]
  - Mario Torelli (Italia), archeologia classica
  - Ian Hacking (Canada), epistemologia e filosofia della mente
  - David Tilman (USA), ecologia delle piante (pura e/o applicata)
  - Dennis Sullivan (USA), matematica pura o applicata
  - Vivre en Famille, umanità, pace e fratellanza tra i popoli
- 2015
  - Hans Belting (Germania), storia dell'arte europea (1300-1700)
  - Francis Halzen (Belgio), fisica delle astroparticelle, compresa l'osservazione dei Neutrini e raggi gamma
  - David Karl (USA), oceanografia
  - Joel Mokyr (USA), storia economica
- 2016
  - Piero Boitani (Italia), letteratura comparata
  - Robert Keohane (USA), relazioni internazionali: storia e teoria
  - Reinhard Jahn (Germania), neuroscienze molecolari e cellulari
  - Federico Capasso (Italia), fotonica applicata
- 2017
  - Aleida e Jan Assmann (Germania), memoria collettiva
  - Bina Agarwal (India), studi di genere
  - Robert D. Schreiber e James P. Allison (USA), approcci immunologici nella terapia del cancro
  - Michaël Gillon (Belgio), pianeti del sistema solare ed esopianeti
- 2018
  - Jürgen Osterhammel (Germania), storia globale
  - Marilyn Strathern (Gran Bretagna), antropologia sociale
  - Eva Kondorosi (Ungheria), ecologia chimica
  - Detlef Lohse (Germania), dinamica dei fluidi
  - Terre des Hommes, umanità, pace e fratellanza tra i popoli
- 2019
  - Jacques Aumont (Francia), filmologia
  - Michael Cook (Gran Bretagna), studi sull'Islam
  - Luigi Ambrosio (Italia), teoria delle equazioni differenziali alle derivate parziali
  - gruppo di ricerca Rabe, Seeger, von Mutius, Welte - DZL (Germania), patofisiologia della respirazione
- 2020
  - Antônio Augusto Cançado Trindade (Brasile), diritti umani
  - Joan Martínez Alier (Spagna), sfide ambientali: risposta dalla scienze sociali e umane
  - Jean-Marie Tarascon (Francia), sfide ambientali: scienza dei materiali per le energie rinnovabili
  - Susan Trumbore (USA), dinamica del sistema Terra
- 2021
  - Saul Friedländer (Israele), studi su olocausto e genocidio
  - Jeffrey I. Gordon (USA), microbioma in salute e malattia
  - Alessandra Buonanno (Italia) e Thibault Damour (Francia), gravitazione: aspetti fisici e astrofisici
  - Giorgio Buccellati e Marilyn Kelly-Buccellati (Italia-USA) per l'arte e archeologia del Vicino Oriente antico.
- 2022
  - Robert Langer (Gran Bretagna), biomateriali per la nanomedicina e l'ingegneria dei tessuti
  - Martha Nussbaum (Gran Bretagna), filosofia morale
  - Dorthe Dahl-Jensen (Danimarca) e Hans Oerlemans (Paesi Bassi), glaciazione e dinamica delle calotte glaciali
  - Philip Bohlman (Gran Bretagna), etnomusicologia
- 2023
  - David Damrosch (Gran Bretagna), letteratura mondiale
  - Jean-Jacques Hublin (Francia), antropologia: paleoantropologia
  - Eske Willerslev (Danimarca), antropologia: DNA antico ed evoluzione umana
  - Heino Falcke (Germania), immagini ad alta risoluzione: dagli oggetti planetari a quelli cosmici
- 2024
  - John Braithwaite (Australia), giustizia riparativa
  - Lorraine Daston (Germania/Usa), storia della scienza moderna e contemporanea
  - Michael N. Hall (Svizzera/USA), meccanismi biologici dell’invecchiamento
  - Omar Yaghi (USA), materiali nanoporosi per applicazioni ambientali